# 徐筱寧
徐筱寧（1982年5月6日—），客語流行音樂歌手，臺灣新竹縣人，發有四張錄音室專輯。2004年參加鬧熱打擂台歌唱賽，獲得首獎。同年錄製第一張個人專輯《靚細妹》，獲得金曲獎最佳客語演唱新人獎。2008年發行第二張專輯《2008青寧心曲》，隔年獲得金曲獎最佳客語歌手獎提名。2011年錄製發行《寧靜》，2013年錄製發行《開心見客》。

## 外部連結
- ◤めぐみ→享受生活◢ 徐筱寧網站 （页面存档备份，存于）